# Vyacheslav Isupov
Bản mẫu:Eastern Slavic name
Vyacheslav Alekseyevich Isupov (tiếng Nga: Вячеслав Алексеевич Исупов; sinh ngày 16 tháng 1 năm 1993) là một thủ môn bóng đá người Nga thi đấu cho F.K. Khimki.

## Sự nghiệp câu lạc bộ
Anh có màn ra mắt tại Russian Second Division cho F.K. Lokomotiv-2 Moskva vào ngày 15 tháng 7 năm 2013 trong trận đấu với F.K. Khimki.